# Водный (Славянский район)
Водный — хутор в Славянском районе Краснодарского края.
Входит в состав Петровского сельского поселения.

## Социальная сфера
Фельдшерско-акушерский пункт
Магазин смешанных товаров

## География

### Улицы
- ул. Береговая,
- ул. Водная,
- ул. Квартальная,
- ул. Кубанская,
- ул. Терновая,
- ул. Яблуновая.

## Население
| 2002 | 2010 | 2021 |
| ---- | ---- | ---- |
| 491  | ↘427 | ↘394 |